# Ница ди Сичилија
Ница ди Сичилија (итал. Nizza di Sicilia) је насеље у Италији у округу Месина, региону Сицилија.
Према процени из 2011. у насељу је живело 3615 становника. Насеље се налази на надморској висини од 20 м.

## Становништво
Према резултатима пописа становништва 2011. у општини је живело 3.723 становника.
| 1931. | 1936. | 1951. | 1961. | 1971. | 1981. | 1991. | 2001. | 2011. |
| ----- | ----- | ----- | ----- | ----- | ----- | ----- | ----- | ----- |
| 3.217 | 3.292 | 3.234 | 3.086 | 2.717 | 3.130 | 3.539 | 3.586 | 3.723 |